# Euxoa dakota
Euxoa dakota là một loài bướm đêm trong họ Noctuidae.